# 哈拉合少乡
哈拉合少乡，是中华人民共和国内蒙古自治区呼和浩特市武川县下辖的一个乡镇级行政单位。

## 行政区划
哈拉合少乡下辖以下地区：
哈拉合少村、公忽洞村、庙渠子村、脑包村、榆树店村、庙沟村、土城子村、后营子村、大庙村和腮忽洞村。